# Alise Willoughby
Alise Rose Willoughby-Post (St. Cloud (Minnesota), 17 januari 1991) is een Amerikaans BMX'ster. Ze werd in 2017, 2019 en 2024 wereldkampioen BMX. Ook won ze drie zilveren en twee bronzen medailles op wereldkampioenschappen. Op de Olympische Zomerspelen 2016 won ze een zilveren medaille. Ze is gehuwd met BMX'er Sam Willoughby.